# Cornélius Écoutum
Cornélius Écoutum (Cornelius Coot en VO), appelé également Cornélius Coot, Cornélius Coin-Coin, Cornielle Beloiseau ou Donald l'ancien, est un personnage de fiction de l'univers des canards de Disney, créé par le dessinateur Carl Barks en 1952. Fondateur de Donaldville et de l'État du Calisota, il est d'après Don Rosa, l'arrière-arrière-grand-père de Donald et l'arrière-arrière-arrière-grand-père des neveux de Donald qui sont Riri, Fifi et Loulou.

## Biographie

Localisation de la ville de Donaldville

Cornélius Écoutum (1790-1880) est né citoyen américain. Ses ancêtres ont participé aux débuts de la colonisation de la côte Est de l'Amérique du Nord.
Trappeur depuis des années, il arrive au Fort britannique de Drake Borough, sur la côte Pacifique, en 1818 pour commercer avec les soldats. Mais, le fort est pris par les soldats espagnols. Pour pouvoir fuir le fort, son commandant signe une renonciation officielle en faveur de Cornélius. Ce dernier parvient à faire fuir les Espagnols avec du maïs chauffé en popcorn qui terrorisera ceux-ci, faisant croire que des démons les attaquent.
Seul propriétaire, il baptise l'endroit Fort Donaldville (Fort Duckburg en anglais). En 1821, le Calisota est inclus dans le Mexique indépendant, même si le village et les fermes de Donaldville restent assez autonomes.
Au cours de cette période, Cornélius fonde une milice, qui inspira à son fils, Clinton Ecoutum, les Castors Juniors (Junior Woodchucks). Il découvre également un ancien tunnel du XVIe siècle où il découvre les restes de Fenton Penworthy et le manuscrit qu'il écrivait (voir La Bibliothèque perdue).
En 1848, le Calisota et la Californie sont annexés par les États-Unis. Cornélius reste néanmoins le personnage important de la région. Il meurt en 1880 à Donaldville.

## En bandes dessinées
Sa première apparition (sous forme de statue) eut lieu dans une histoire de Carl Barks en mars 1952, La Guerre des statues (Statuesque Spendthrifts). Picsou et un milliardaire se querellent à coup de statues de plus en plus grandes de Cornélius, fondateur de la ville. La dernière statue de Picsou, représentant le fondateur tenant des épis de maïs, servit à l'association des amis de Cornélius pour perpétuer sa mémoire.
Dans une histoire de Don Rosa, Sa Majesté Picsou Ier (His Majesty, McDuck), a été contée l'histoire de la fondation de Fort Donaldville.

## Divers
- On peut remarquer que les traducteurs français de Carl Barks ont fait preuve d'une certaine fantaisie en inscrivant un jeu de mots dans le nom du personnage. En effet, si on prononce le nom à la française (et non pas à l'américaine où l'on aurait tendance à dire [ekutøm]-"écouteum" comme on prononce Duck [døk]-"Deuck") cela donne phonétiquement Cornélius et coutumes [ysekutym]. Une référence cachée au statut de fondateur du personnage.
- Une statue du personnage orne l'entrée de Mickey's Toontown Fair au Magic Kingdom[5].